# Lijst van politieke partijen op Curaçao
Dit is een lijst van politieke partijen op Curaçao.

## Vertegenwoordigd
| Partij                     | Afkorting | Ontstaan | Zetels |
| -------------------------- | --------- | -------- | ------ |
| Movementu Futuro Kòrsou    | MFK       | 2010     | 13     |
| Partido Nashonal di Pueblo | PNP       | 1948     | 4      |
| Partido Alternativa Real   | PAR       | 1993     | 2      |
| Partido MAN                | MAN       | 1971     | 1      |
| Partido Inovashon Nashonal | PIN       | 2017     | 1      |

## Niet vertegenwoordigd
| Partij                                 | Afkorting | Ontstaan | Partijvoorzitter |
| -------------------------------------- | --------- | -------- | ---------------- |
| Democratische Partij                   | DP        | 1944     |                  |
| Frente Obrero Liberashon               | FOL       | 1969     |                  |
| Partido Laboral Krusada Popular        | PLKP      | 1997     |                  |
| Forsa Kòrsou                           | FK        | 2004     |                  |
| Pueblo Soberano                        | PS        | 2005     |                  |
| Partido pa Adelanto I Inovashon Soshal | PAIS      | 2010     |                  |
| Partido Aliansa Nobo                   | PAN       | 2010     |                  |
| Movementu Kousa Promé                  | MKP       | 2015     |                  |
| Un Kòrsou Hustu                        | UKH       | 2015     |                  |
| Kòrsou di Nos Tur                      | KdNT      | 2016     |                  |
| Movementu Progresivo                   | MP        | 2016     |                  |
| Un Kambio pa Kòrsou                    | UKPK      | 2020     |                  |
| Kòrsou un Munisipio Ulandes Nobo       | KUMUN     | 2020     |                  |
| Kòrsou Vishonario                      | VISHON    | 2020     |                  |
| Kòrsou Esun Miho                       | KEM       | 2019     |                  |
| Trabou pa Kòrsou                       | TPK       | 2020     |                  |
| Mihó Kòrsou                            |           |          |                  |
| Partido pa Pensionado                  |           |          |                  |
| Un Era Nobo pa Kòrsou                  |           |          |                  |
| Civil Rights Movement Curaçao          |           |          |                  |
| Maneho Asertá, Visibel I Sigur         |           |          |                  |
| Union i Progreso                       |           |          |                  |
| Un Kòrsou Nobo                         |           |          |                  |
| Partido Bienestar Kòrsou               |           |          |                  |
| Klaridat Akshon Sosial                 |           |          |                  |
| Awor ta Basta                          |           |          |                  |
| Movementu un Pueblo pa Progreso        |           |          |                  |
| Movementu PUSH Kòrsou                  |           |          |                  |
| Liberashon Klàsiko Komunidat di Kòrsou |           |          |                  |